# Kościół św. Józefa Oblubieńca Najświętszej Maryi Panny w Dziwnowie
Kościół świętego Józefa Oblubieńca Najświętszej Maryi Panny w Dziwnowie – rzymskokatolicki kościół parafialny należący do parafii pod tym samym wezwaniem (dekanat Kamień Pomorski archidiecezji szczecińsko-kamieńskiej).

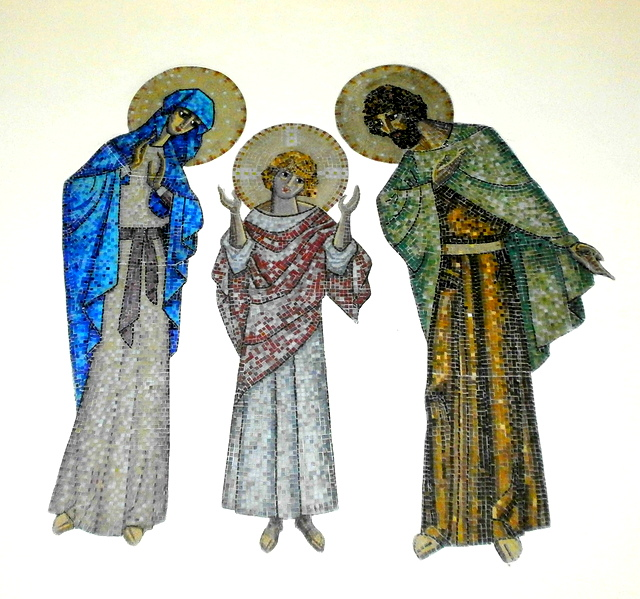
Wnętrze świątyni - mozaika św. Rodziny

## Historia
Pod koniec XIX wieku w Dziwnowie wybudowano pierwszą świątynię, która uległa zniszczeniu podczas II wojny światowej, a następnie została rozebrana w latach 50. XX wieku. Po 1945 roku nabożeństwa odbywały się w remizie ratownictwa morskiego. W latach 70. na jej miejscu rozpoczęto budowę nowego kościoła według projektu inż. Ottona Odona, a parafię erygowano 25 kwietnia 1973 roku. Księgi metrykalne prowadzone są od 1971 roku. Kościół pod wezwaniem św. Józefa został poświęcony przez biskupa Jerzego Strobę 28 sierpnia 1977 roku.

## Opis
Świątynia nawiązuje kształtem do łodzi, co odzwierciedla zarówno chrześcijańską symbolikę Kościoła, a także wiąże się z codzienną pracą znacznej części parafian - rybaków. Jest to kościół salowy z prostokątnym prezbiterium, ozdobiony kwadratowymi i prostokątnymi oknami wypełnionymi witrażami. W prezbiterium znajduje się mozaika przedstawiająca Świętą Rodzinę, z Jezusem w centrum, unoszącym dłonie w geście błogosławieństwa. Pod mozaiką umieszczono złoto-srebrne tabernakulum, a na bocznej ścianie prezbiterium wisi obraz Jezusa Miłosiernego.
W bocznym ołtarzu znajduje się drewniany krzyż z figurą Chrystusa, otoczony rzeźbami Matki Boskiej Bolesnej i św. Jana. Obok ustawiono figury Matki Boskiej Fatimskiej i św. Józefa, patrona świątyni. Chór organowy umieszczono nad wejściem oraz wzdłuż południowej ściany. Naprzeciw chóru znajduje się droga krzyżowa, której 14 stacji wykonano techniką sgraffito. Zwieńczono je mozaiką przedstawiającą Zmartwychwstanie Chrystusa, które nadaje sens całej jego ofierze. Autorem mozaik i sgraffito jest Kazimierz Bieńkowski.
Kościół wyposażono również w drewnianą chrzcielnicę, rzeźbę św. Antoniego Padewskiego oraz obraz Matki Boskiej Nieustającej Pomocy.